# David Kowah
David Kowah (ur. 6 sierpnia 1971) – sierraleoński bokser, uczestnik Letnich Igrzysk Olimpijskich 1996 w Atlancie.
Na Letnich Igrzyskach Olimpijskich 1996 odpadł w 1/8 finału, przegrywając w swojej pierwszej walce na turnieju z Amerykaninem Antonio Tarverem. W klasyfikacji końcowej został sklasyfikowany na 9. pozycji.